# Prionopelta modesta
Prionopelta modesta es una especie de hormiga del género Prionopelta, familia Formicidae. Fue descrita científicamente por Forel en 1909.
Se distribuye por Belice, Brasil, Colombia, Costa Rica, Guatemala, Guyana, Honduras, México, Nicaragua y Panamá. Se ha encontrado a elevaciones de hasta 2200 metros. Vive en microhábitats como la hojarasca y madera podrida.